# Kanjiroba
De Kanjiroba (Nepali: काञ्जीरोवा, kānchjīrovā) is een 6883 m hoge berg in de Himalaya, in het westen van Nepal. Het is de hoogste top in de Kanjiroba Himal, een bergketen in het noorden van het geïsoleerde berggebied Dolpo. De Kanjiroba ligt op de grens tussen de districten Mugu en Dolpa. De berg werd in 1970 voor het eerst beklommen over de zuidoostelijke graat, door een Japanse expeditie van de universiteit van Osaka.